# 蔡卞
蔡卞（1058年—1117年），字元度，仙游人，北宋政治人物。

## 生平
熙宁三年（1070年）与兄蔡京同时中进士。哲宗绍圣四年（1097年）拜尚书左丞。参与对元祐党人的清算。元符三年宋徽宗即位，罢章惇、蔡卞、蔡京。蔡卞以资政殿大学士知江宁府，连贬少府少监，分司池州。越年，复被起用知大名府，擢知枢密院事，開府儀同三司，加少保。后因为与兄長蔡京政见相左，出知河南府。旋拜昭庆军节度使。入为侍读，进检校少保、开府仪同三司。累迁镇东军节度使。政和七年，蔡卞告假返乡祭祖，逝于途中的高邮，年六十。死後贈太師，谥文正。

## 作品
以书法圆健遒美闻名。有《楞严经偈语碑》存于泰山灵岩寺。还有《毛诗名物解》传世。

## 逸闻
蔡卞与章惇相互倚重，中伤舊黨，皆出其意。首領雖是章惇，其实是蔡卞開啟這種作為，當時人稱他为“笑面夜叉”。

## 子女
蔡京之弟，王安石之婿。蔡卞娶荆国公王安石之女，封福国夫人，颇知书，能诗词。蔡每有国事，先谋之床笫，然后宣之庙堂。独生一子蔡仍，字子因。